# Classe Andryusha
Le unità appartenenti alla classe Andryusha (progetto 1256 Topaz secondo la classificazione russa) erano dragamine di piccole dimensioni, costruiti negli anni settanta. Sprovvisti di armamento, avevano lo scafo in legno o in fibra di vetro, in modo da ridurre al minimo la traccia magnetica (e rendere quindi possibile la ricerca delle mine senza troppi pericoli).
Risulta inoltre che alcuni esemplari furono convertiti come drones dragamine.
Nell'ottobre 2001, comunque, non risultavano più esemplari operativi.